# Ситлалатонак
Ситлалатонак (исп. Citlalatonac) — в ацтекской мифологии бог-творец. Со своей супругой Ситлаликуэ создал звёзды, вдвоём они отождествлялись с Млечным Путём.Считался одной из ипостасей Тонакатекутли. Ситлалатонака с Ситлаликуэ ассоциируют с первой парой людей, Натой и Неной. Владыка тринадцатого неба. Не имел особого культа.